# Dakota-bygningen
Dakotabygningen, kendt som The Dakota i New York, er en monumental bygård i renæssancestil  på Upper West Side på Manhattan. Bygningen blev opført i årene mellem 1880 og 1884. På denne tid var de øvre dele af Manhattan ikke udbygget, og ifølge legenden fik The Dakota sit navn, fordi beliggenheden på 72. gade blev anset som lige så ucentral som Dakota Territoriet i Midtvesten. I virkeligheden stammer navnet fra et møde i nabolagsforeningen the West End Association i 1880, hvor Clark — otte måneder inden hans byggeprojekt blev påbegyndt - foreslog at opkalde områdets gader "efter stater i USA med velklingende navne": Montana Place for det, der i stedet blev heddende Central Park West, Wyoming Place for Columbus Avenue, Arizona Place for Broadway, og Idaho Place for West End Avenue. Hans forslag blev altså ikke til noget, men i hvert fald kunne han bestemme navnet på sit eget bygværk; og dér, på sydvæggen, oppe under taget, skimtes en dakota-indianer.

## Historie
The Dakota er bygget efter samme model som 1800-tallets franske bygårde, hvilket var usædvanligt i Amerika på denne tid. Velstående borgere ville nødig bo så tæt på hinanden, og foretrak egne huse. Gården blev derfor bygget som et luksuriøst lejlighedskompleks med moderne faciliteter som centralvarme, flere elevatorer og eget elektrisk anlæg i bygningen. The Dakota blev hurtigt en populær adresse blandt velstillede New York'ere, og dette førte til opførslen af flere luksuriøse bygårde efter samme model på Manhattan.
Enorme indtægter fra Singer symaskiner gjorde det muligt for Edward Clark at rejse New Yorks mest eksklusive lejegård for to millioner dollars med 65 ulige lejligheder, med fra fire til tyve værelser. Den lejlighed, han lod bygge til sig selv, havde 17 ildsteder og 100 m² stor stue. Clark døde imidlertid to år før bygningen stod færdig. Han havde testamenteret bygningen til sin tolv år gamle sønnesøn.
Arkitekten Henry J. Hardenbergh lagde mudder hentet fra Central Park mellem murstenene for at gøre bygningen brandsikker og lydtæt. Den var udstyret med en privat park, tennisbane og fire dampdrevne elevatorer af mahogni. Nogle gulve fik indlagt sølvdekor, og der er fire meter taghøjde. Blandt de 150 ansatte var kvindelige, irske elevatorførere i sorte kjoler. Telegrammer blev leveret på et sølvfad af en tjener med hvide handsker. Hver dag blev en trykt menu stukket under døren, hvis man ønskede at indtage sin middag i den storslåede spisesal. Ville man hellere spise hjemme, kom tjenere op med maden, dækkede bordet og serverede maden i ens egen stue. De to øverste etager var tjenerboliger, så der kom beboerne ikke. Da lejegården blev omgjort til selvejerlejligheder i 1960'erne, blev det opdaget, at en mængde mennesker holdt til i de to loftsetager. Nogle have været ansat hos beboere, der for længst var flyttet eller døde. I nogle tilfælde var ambassadører rejst hjem fra USA, men havde efterladt tjenerne.

## Beboere
Mange berømtheder har haft adresse i The Dakota, og bygningen er i dag måske mest kendt som John Lennon og Yoko Onos bopæl, og stedet, hvor Lennon blev myrdet på gaden 8. december 1980. Flere har sagt, de har set genfærd i bygningen. Lennon skal have fortalt Yoko, at han havde set et spøgelse ude i gangen. Yoko på sin side påstår at have set Lennons genfærd, siddende ved sit hvide flygel, mens han sagde: "Don't be afraid. I am still with you."  Bygningen er umoderne, og lejlighederne ikke lige nemme at få solgt. Roberta Flack prøvede gennem flere år at få solgt sin. Husets omstridte bestyrelse har været beskyldt for racisme, som da Roberta Flack skulle lufte sin hund, og fik besked om at anvende varehejsen, mens hvide beboere frit kunne tage hunden med i personhejsene. Ellers er årets store højdepunkt efterårsfesten, hvor man medbringer hjemmelavede specialiteter: Lauren Bacall sine brownies, Roberta Flack kommer med sydstatsmad, mens John og Yoko serverede sushi. Flere var bekymret for vilde fester, da de to flyttede ind; men parret var rolige mennesker,  og købte efterhånden fem lejligheder i bygningen. Ifølge en myte skal en tidligere beboer have gemt $ 30.000 under gulvet i parrets soveværelse. Bestyrelsen vil imidlertid ikke bryde det originale trægulv op, da det vil koste en formue at reparere det.
Andre prominente Dakota-personligheder:
- filmdiva Lauren Bacall
- komponist og dirigent Leonard Bernstein
- balletdanser Rudolf Nurejev
- skuespiller José Ferrer
- filmdiva Judy Garland
- skuespiller Judy Holliday
- skuespiller Boris Karloff
- sanger Sean Lennon, Lennon og Onos søn
- komponist Neil Sedaka
- sangerinde Roberta Flack

Til gengælde skal Madonna, Cher, Billy Joel, Gene Simmons og Antonio Banderas have fået afslag på ansøgninger om at købe lejlighed. Ansøgningsprocessen indebærer at indsende sine skatte- og bankudskrifter for flere år, gennemgå en baggrundstjek og betale et gebyr på mere end $ 1.000 - og lige fuldt risikere et afslag.

## I film og litteratur
Roman Polanski optog meget af gyserfilmen Rosemary's Baby i Dakota-bygningen,  og huset spiller også en vigtig rolle i Jack Finneys bog Time and Again. Tom Cruises rollefigur i filmen Vanilla Sky bor i The Dakota.